# Rynkatorpa uncinata
Rynkatorpa uncinata is een zeekomkommer uit de familie Synaptidae.
De wetenschappelijke naam van de soort werd in 1872 gepubliceerd door Frederick Wollaston Hutton.